# Ілкка Канерва
Ілкка Армас Мікаель «Іке» Канерва (28 січня 1948 — 14 квітня 2022) — фінський політик, дипломат.

## Біографія

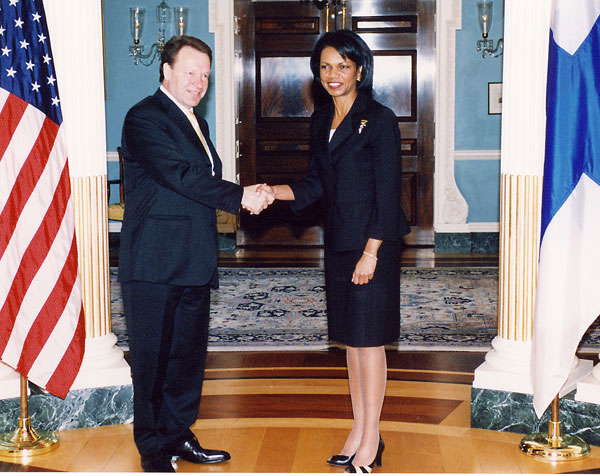
Ілкка Канерва і Кондоліза Райс

Народився 28 січня 1948 року в місті Локалагті, Фінляндія. У 1980 закінчив Університет Турку, факультет політології.
З 1975 — депутат фінського парламенту Едускунта. Член партії Національна коаліція.
З 1987 по 1989 — міністр кабінету міністрів Фінляндії у кабінеті Гаррі Голкері.
З 1989 по 1990 — міністр міністерства фінансів Фінляндії у кабінеті Гаррі Голкері.
З 1990 по 1991 — міністр транспорту Фінляндії у кабінеті Гаррі Голкері.
З 1991 по 1995 — міністр міністерства Фінансів Фінляндії у кабінеті Еско Аго.
З 1991 — заступник Прем'єр-міністра Фінляндії.
З 1999 по 2003 — депутат фінського парламенту, член парламентського комітету оборони.
З 2003 по 2007 — віце-спікер парламенту Фінляндії.
З 2007 по 2008 — міністр закордонних справ Фінляндії.

## Нагороди
- Кавалер Великого хреста ордена Заслуг (Норвегія).